# Viry-Châtillon
Viry-Châtillon je južno predmestje Pariza in občina v osrednjem francoskem departmaju Essonne regije Île-de-France. Leta 1999 je naselje imelo 30.257 prebivalcev.

## Geografija
Naselje leži v osrednji Franciji ob reki Seni in njenem pritoku Orge 8 km severozahodno od Évryja, 21 km od središča Pariza.

## Administracija
Viry-Châtillon je sedež istoimenskega kantona, del okrožja Évry.

## Zgodovina
Viry-Châtillon je nastal leta 1790 z združitvijo dveh dotedaj samostojnih krajev, Viry-sur-Orge in Châtillon-sur-Seine. V kraju je bilo 1. aprila 1909 odprto prvo francosko letališče.

## Pobratena mesta
- Erftstadt (Nemčija)